# Handball-Weltmeisterschaft der Frauen 1968
Die Handball-Weltmeisterschaft der Frauen 1968 war als vierte Auflage dieser Veranstaltung für den Zeitraum vom 13. bis 21. Dezember 1968 in der Sowjetunion vorgesehen. Zunächst war der Zeitraum vom 16. und dem 24. November festgelegt worden. Da aber zu der Zeit entscheidende Eishockeyspiele im Land stattfanden, wurde das Turnier in den Dezember verschoben.
Am 30. August 1968 kam der Kongress der Internationalen Handballföderation (IHF) zusammen, um über einen Antrag des IHF-Präsidiums abzustimmen. Dieser Beschluss sah die Absage der Weltmeisterschaft vor. Hintergrund war der Einmarsch der Truppen des Warschauer Paktes in die Tschechoslowakei am 21. August. Der Kongress beschloss am 30. August 1968 dem Beschluss mit 13 zu 12 Stimmen – bei zwei Enthaltungen – stattzugeben.

## Teilnahmeberechtigte Mannschaften
An der Weltmeisterschaft 1968 sollten neun Mannschaften teilnehmen. Direkt qualifiziert waren die gastgebende Sowjetische Frauen-Handballnationalmannschaft und Weltmeister Ungarn. Durch ein Freilos zog die Bundesrepublik Deutschland in das Hauptfeld ein. Die restlichen sechs Plätze wurden über kontinentale Qualifikationen vergeben – fünf europäische und ein asiatischer.
| Land                            | Kontinent | Qualifiziert als     | Datum der Qualifikation | Bisherige Teilnahmen an Weltmeisterschaften |
| ------------------------------- | --------- | -------------------- | ----------------------- | ------------------------------------------- |
| Sowjetunion                     | Europa    | Gastgeber            |                         | 1962                                        |
| Ungarn                          | Europa    | Weltmeister 1965     | 13. November 1965       | 1957, 1962, 1965                            |
| BR Deutschland                  | Europa    | Freilos              |                         | 1957, 1962, 1965                            |
| Tschechoslowakei                | Europa    | Europa-Playoffsieger | 18. Februar 1968        | 1957, 1962, 1965                            |
| Rumänien                        | Europa    | Europa-Playoffsieger | 21. Februar 1968        | 1957, 1962, 1965                            |
| Jugoslawien                     | Europa    | Europa-Playoffsieger | 16. März 1968           | 1957, 1962, 1965                            |
| Deutsche Demokratische Republik | Europa    | Europa-Playoffsieger | 20. März 1968           | –                                           |
| Dänemark                        | Europa    | Europa-Playoffsieger | 23. März 1968           | 1957, 1962, 1965                            |
| Japan                           | Asien     | Asien-Qualifikant    |                         | 1962, 1965                                  |

fett = Weltmeister im jeweiligen Jahr

## Auslosung der Vorrundengruppen
Die Einteilung der drei Lostöpfe mit jeweils drei Mannschaften wurde anhand der Platzierungen bei der Weltmeisterschaft 1965 vorgenommen.
| Lostopf 1 | Ungarn           | Jugoslawien | BR Deutschland                  |
| Lostopf 2 | Tschechoslowakei | Rumänien    | Dänemark                        |
| Lostopf 3 | Japan            | Sowjetunion | Deutsche Demokratische Republik |

### Gruppe A
| Pl. | Land             | Sp. | S | U | N | Tore  | Diff. | Punkte |
| --- | ---------------- | --- | - | - | - | ----- | ----- | ------ |
| 1.  | Jugoslawien      | 0   | 0 | 0 | 0 | 00:00 | ±0    | 0      |
| 2.  | Tschechoslowakei | 0   | 0 | 0 | 0 | 00:00 | ±0    | 0      |
| 3.  | Sowjetunion      | 0   | 0 | 0 | 0 | 00:00 | ±0    | 0      |

### Gruppe B
| Pl. | Land                            | Sp. | S | U | N | Tore  | Diff. | Punkte |
| --- | ------------------------------- | --- | - | - | - | ----- | ----- | ------ |
| 1.  | Ungarn                          | 0   | 0 | 0 | 0 | 00:00 | ±0    | 0      |
| 2.  | Rumänien                        | 0   | 0 | 0 | 0 | 00:00 | ±0    | 0      |
| 3.  | Deutsche Demokratische Republik | 0   | 0 | 0 | 0 | 00:00 | ±0    | 0      |

### Gruppe C
| Pl. | Land           | Sp. | S | U | N | Tore  | Diff. | Punkte |
| --- | -------------- | --- | - | - | - | ----- | ----- | ------ |
| 1.  | BR Deutschland | 0   | 0 | 0 | 0 | 00:00 | ±0    | 0      |
| 2.  | Dänemark       | 0   | 0 | 0 | 0 | 00:00 | ±0    | 0      |
| 3.  | Japan          | 0   | 0 | 0 | 0 | 00:00 | ±0    | 0      |

## Ersatz-Turnier
Der sowjetische Handball-Verband veranstaltete trotz der Absage dennoch ein Länder-Turnier, an dem sich mit der DDR, Ungarn, Rumänien und der Sowjetunion selbst, vier der ursprünglichen neun WM-Teilnehmer beteiligten. Dazu kamen noch Polen und Bulgarien. Das Turnier fand vom 17. bis 22. Dezember im Moskauer Sportpalast Luschniki statt.

### Ergebnisse und Tabelle
Die Sowjetunion gewann die Jeder-gegen-jeden-Runde aufgrund der besseren Tordifferenz vor der punktgleichen DDR-Mannschaft.
| Datum             | Paarung                         | Paarung | Paarung                         | Ergebnis     |
| ----------------- | ------------------------------- | ------- | ------------------------------- | ------------ |
| 17. Dezember 1968 | Bulgarien                       | –       | Polen                           | 10:15 (–:–)  |
| 17. Dezember 1968 | Deutsche Demokratische Republik | –       | Ungarn                          | 13:09 (–:–)  |
| 17. Dezember 1968 | Rumänien                        | –       | Sowjetunion                     | 11:16 (–:–)  |
| 18. Dezember 1968 | Ungarn                          | –       | Rumänien                        | 10:07 (–:–)  |
| 18. Dezember 1968 | Bulgarien                       | –       | Deutsche Demokratische Republik | 06:19 (–:–)  |
| 18. Dezember 1968 | Polen                           | –       | Sowjetunion                     | 06:16 (4:10) |
| 19. Dezember 1968 | Rumänien                        | –       | Bulgarien                       | 11:10 (5:5)  |
| 19. Dezember 1968 | Deutsche Demokratische Republik | –       | Polen                           | 14:08 (–:–)  |
| 19. Dezember 1968 | Sowjetunion                     | –       | Ungarn                          | 14:07 (9:4)  |
| 21. Dezember 1968 | Rumänien                        | –       | Deutsche Demokratische Republik | 07:08 (3:1)  |
| 21. Dezember 1968 | Ungarn                          | –       | Polen                           | 11:07 (–:–)  |
| 21. Dezember 1968 | Sowjetunion                     | –       | Bulgarien                       | 14:05 (–:–)  |
| 22. Dezember 1968 | Polen                           | –       | Rumänien                        | 11:10 (–:–)  |
| 22. Dezember 1968 | Bulgarien                       | –       | Ungarn                          | 03:07 (–:–)  |
| 22. Dezember 1968 | Deutsche Demokratische Republik | –       | Sowjetunion                     | 07:07 (3:6)  |

| Pl. | Land                            | Sp. | S | U | N | Tore    | Diff. | Punkte |
| --- | ------------------------------- | --- | - | - | - | ------- | ----- | ------ |
| 1.  | Sowjetunion                     | 5   | 4 | 1 | 0 | 067:360 | +31   | 9      |
| 2.  | Deutsche Demokratische Republik | 5   | 4 | 1 | 0 | 061:370 | +24   | 9      |
| 3.  | Ungarn                          | 5   | 3 | 0 | 2 | 044:440 | ±0    | 6      |
| 4.  | Polen                           | 5   | 2 | 0 | 3 | 047:610 | −14   | 4      |
| 5.  | Rumänien                        | 5   | 1 | 0 | 4 | 046:550 | −9    | 2      |
| 6.  | Bulgarien                       | 5   | 0 | 0 | 5 | 034:660 | −32   | 0      |